# Вуоринен, Чарльз
Чарльз Вуоринен (англ. Charles Wuorinen; 9 июня 1938, Нью-Йорк — 11 марта 2020) — американский композитор.

## Биография
Отец — историк-скандинавист, университетский профессор, мать — биолог. Окончил Колумбийский университет. В 1970 стал самым молодым лауреатом в истории Пулитцеровской премии в области музыки.
С 1964 по 1971 год преподавал в Колумбийском университете в Нью-Йорке, затем — в Принстоне, Бостоне и других городах США. Также читал лекции в странах Западной Европы.
Вуоринен работал в области серийной музыки, которая, как считается, отчасти вдохновлена геометрией фракталов. Обширное творческое наследие Вуоринена (около 240 сочинений к настоящему времени) включает оперу «Гарун и Море историй» (2001, по роману Салмана Рушди), восемь симфоний, значительное количество концертов и ансамблей для различных составов, разнородную вокальную музыку (в том числе на тексты Дилана Томаса, Уистена Хью Одена, Джона Эшбери, Стенли Кьюница, Леса Маррея, Шеймаса Хини, Дерека Уолкота и других крупных поэтов). Произведение Вуоринена «Гробница Стравинского» (англ. A Reliquary for Igor Stravinsky) использует последние прижизненные наброски Игоря Стравинского, переданные Вуоринену после смерти Стравинского его вдовой.
Вуоринену также принадлежит книга «Простая композиция» (англ. Simple composition; 1979) — своеобразное практическое руководство по музыкальному сочинительству средствами двенадцатитоновой системы и её расширений.